# Resource Hacker
Resource Hacker est un éditeur de ressources Windows qui permet de modifier des programmes exécutables pour ce système d'exploitation. Ses utilisations peuvent être multiples (Traductions, Mods, Changement d'icône, changement de texte du menu démarrer, etc.)